# هارفي إميري
هارفي إميري (بالإنجليزية: Harvey Emery)‏ هو منافس ألعاب قوى أمريكي، ولد في 25 يونيو 1902 في هوبوكين في الولايات المتحدة، وتوفي في 1 فبراير 1979 في نيوجيرسي في الولايات المتحدة.